# Délégation de pouvoirs en France
Pour les articles homonymes, voir délégation.
Une délégation de pouvoirs, est un acte juridique par lequel une autorité (le délégant) se dessaisit d'une fraction des pouvoirs qui lui sont conférés et les transfère à une autorité subordonnée (le délégataire). Le délégataire assume alors les obligations et les responsabilités liées aux pouvoirs qui lui ont été délégués, aussi, en cas de manquement à une obligation pénalement sanctionnée, le délégataire sera responsable en lieu et place du délégant.
La délégation de pouvoirs définit une relation contractuelle entre le délégant (celui qui délègue) et le délégataire (celui à qui on délègue la responsabilité).
La délégation de pouvoirs désigne également, dans les organisations (entreprises ou administrations), le processus par lequel un responsable délègue des tâches à un subordonné. Il s'agit généralement de tâches moins importantes que d'autres, mais qui peuvent être urgentes. Les tâches importantes et non urgentes sont le domaine de la réflexion stratégique.

## En droit administratif
L’État porte généralement délégation de pouvoirs par des décrets ou des arrêtés.
Exemples de délégations administratives :
- Délégation de service public
- Délégation de paiement
- Délégation à des fédérations sportives

Il y a trois critères à la délégation de pouvoirs :
- l’obligation de rendre compte de ce que l’on fait ou de ce que l’on ne fait pas dans le cadre de sa délégation ;
- le pouvoir de substitution qu’a l’autorité délégante sur l’autorité déléguée ;
- la possibilité qu’a toujours une personne subissant une décision d’une autorité déléguée d’effectuer un recours hiérarchique auprès de l’autorité délégante.

## En droit du travail
Pour comprendre la problématique de la délégation de pouvoir, notamment dans le domaine de la santé et la sécurité au travail, il faut d’abord avoir conscience de l’étendue de la responsabilité du chef d’entreprise. Bien que loi no 76-1106 du 6 décembre 1976 (JORF du 7 déc.) ait introduit, dans l’article L. 263-2 du Code du travail, une disposition visant à ce que seule la « faute personnelle » du chef d’entreprise puisse engager sa responsabilité, la jurisprudence de la Cour de cassation a persisté depuis à considérer le chef d’entreprise comme responsable même lorsque le manquement à la réglementation est le fait d’un de ses préposés. L’absence physique ou l’incompétence technique  du chef d’entreprise ne suffisent pas à l’exonérer de cette responsabilité. Refusant de revenir sur la règle de responsabilité de principe du chef d’entreprise, la Cour de cassation, pour maintenir les mêmes principes en intégrant la règle énoncée depuis 1976 par l’article L. 263-2, a considéré comme
« (...) une faute personnelle (...) le fait pour le chef d’entreprise de n’avoir pas tout mis en œuvre pour veiller au respect des règles applicables, au besoin par une délégation de pouvoir. »
La jurisprudence a, par contre, admis la possibilité pour le chef d’entreprise de déléguer tout ou partie de ses pouvoirs. La Cour de cassation a posé depuis longtemps les principes de la délégation de pouvoirs. On peut citer un arrêt de la chambre criminelle de la Cour de cassation du 28 juin 1902 :
« La loi ne peut s’entendre que comme faisant peser la responsabilité pénale de chaque infraction aux mesures qu’elle prescrit sur le chef immédiat et effectif du service où elle s’est produite ; d’où il suit que, si le chef d’industrie doit, à ce titre, être tenu pour pénalement responsable, comme étant l’auteur des contraventions commises dans les parties de l’entreprise qu’il administre directement, la responsabilité pénale de celles qui se produisent dans ceux de ses services dont il a délégué la direction pèse au même titre sur le directeur, gérant ou préposé qui l’y représente comme chef immédiat, avec la compétence et l’autorité nécessaires pour y veiller efficacement à l’observation des lois. »
Les principes posés dans cet arrêt sont, depuis, repris avec une grande constance. On peut citer par exemple un arrêt de la chambre criminelle de 1968 :
« Le chef d’entreprise ne peut être exonéré de sa responsabilité que s’il démontre que l’infraction a été commise dans un service dont il a confié la direction et la surveillance à un préposé désigné par lui et pourvu de la compétence ainsi que de l’autorité nécessaires pour veiller efficacement à l’observation des dispositions en vigueur. »
Il convient de veiller à ne pas réduire la délégation de pouvoirs à une délégation de responsabilité. Il n’est pas possible de s’exonérer de sa responsabilité pénale sans déléguer les pouvoirs qui permettent le respect de la loi. Le transfert de responsabilité est une conséquence de la délégation de pouvoirs, l’expression « délégation de responsabilité » souvent utilisée est trompeuse car cette notion n’a pas d’existence autonome. Précisons également que si la délégation de pouvoir valide (c’est-à-dire faite par un délégant à un délégataire doté de l’autorité et de moyens nécessaires à l’exercice du pouvoir) produit un effet radical de transfert de responsabilité, cela ne signifie pas forcément que le chef d’entreprise délégant soit à l’abri de toute poursuite, la responsabilité du délégataire n’excluant pas nécessairement la coresponsabilité ou la complicité du délégant.